# Ulica Ślężna we Wrocławiu
Ulica Ślężna we Wrocławiu – jedna z arterii prowadzących ze śródmieścia w kierunku południowych osiedli peryferyjnych (Borek i dalej Partynice). Zaczyna się w miejscu, gdzie ulica Stawowa, prowadząca niegdyś do podwrocławskich Pól Stawowych, krzyżuje się z Suchą i Swobodną i rozwidla na prowadzącą w kierunku południowym i południowo-wschodnim ulicę Borowską oraz zmierzającą w kierunku południowo-zachodnim i południowym ulicę Ślężną; kończy się natomiast u zbiegu z ulicą Sudecką, tuż przed przecinającą ją wiaduktem Towarową Obwodnicą Wrocławia.
Całkowita długość ulicy wynosi około 3,3 km; na niemal całej tej długości (od skrzyżowania z Dyrekcyjną od północy do końca na południu) ulica jest dwujezdniowa, z pasem zieleni oraz dwutorową linią tramwajową pomiędzy jezdniami.
Nazwa ulicy, tak współczesna, jak i historyczna (niem. Lohestraße), wywodzi się od nazwy podwrocławskiej wsi Ślęza (niem. Lohe), do której wiodła droga łącząca ją z Wrocławiem. Około roku 1850 przy drodze tej powstał cmentarz żydowski (dziś określany nazwą Starego Cmentarza Żydowskiego), a wkrótce potem także – nieistniejące już dziś – cmentarz ewangelicko-reformowany (utworzony naprzeciw żydowskiego w 1862, w miejscu dzisiejszych terenów rekreacyjnych, m.in. basenu kąpielowego i lodowiska) i wojskowy (tzw. nowy cmentarz garnizonowy, uruchomiony w 1864 przy skrzyżowaniu z ul. Wiśniową i przy Wiązowej), ale aż do roku 1868, kiedy w granice miasta włączone zostały wsie Glinianki (niem. Lehmgruben) i Nowa Wieś Komandorska (Commende Neudorf, dzisiejsze osiedle Południe), była to droga raczej wiejska lub podmiejska. Jej charakter, zwłaszcza na odcinku północnym (bliższym centrum Wrocławia), zaczął się zmieniać po tej dacie; pierwsze kamienice wybudowano tu w latach osiemdziesiątych XIX wieku; w 1882 przy Ślężnej 22–24 zakończono budowę szkoły Auf den Hälteräckern (po roku 1945 szkoła podstawowa nr 59 i 77, obecnie gimnazjum nr 17). W 1892 otwarty został, przy końcowym odcinku Ślężnej i Sudeckiej, założony przez Juliusa Schottländera Park Południowy, w latach 1894–1896 na działce pomiędzy Ślężną a Komandorską, wzdłuż Kamiennej, wybudowany został szpital, w 1896 na Ślężną 89 (przy skrzyżowaniu z ul. Wiśniową) przeniesiono katolicki sierociniec fundacji cukiernika Schiffkego, w 1904 zbudowano zajezdnię tramwajową. Do II wojny światowej powstały – przy południowym odcinku ulicy – także kolonie domków jednorodzinnych oraz charakterystycznych dla lat 20. i 30. tanich, dwu- i trzykondygnacyjnych budynków wielorodzinnych. Przy Ślężnej miały też swoje siedziby niewielkie przedsiębiorstwa, np. wytwórnia musztardy, majonezu, octu i innych artykułów spożywczych H. Schäffera przy Ślężnej 23, wytwórnia opakowań papierowych pod numerem 144 itp.

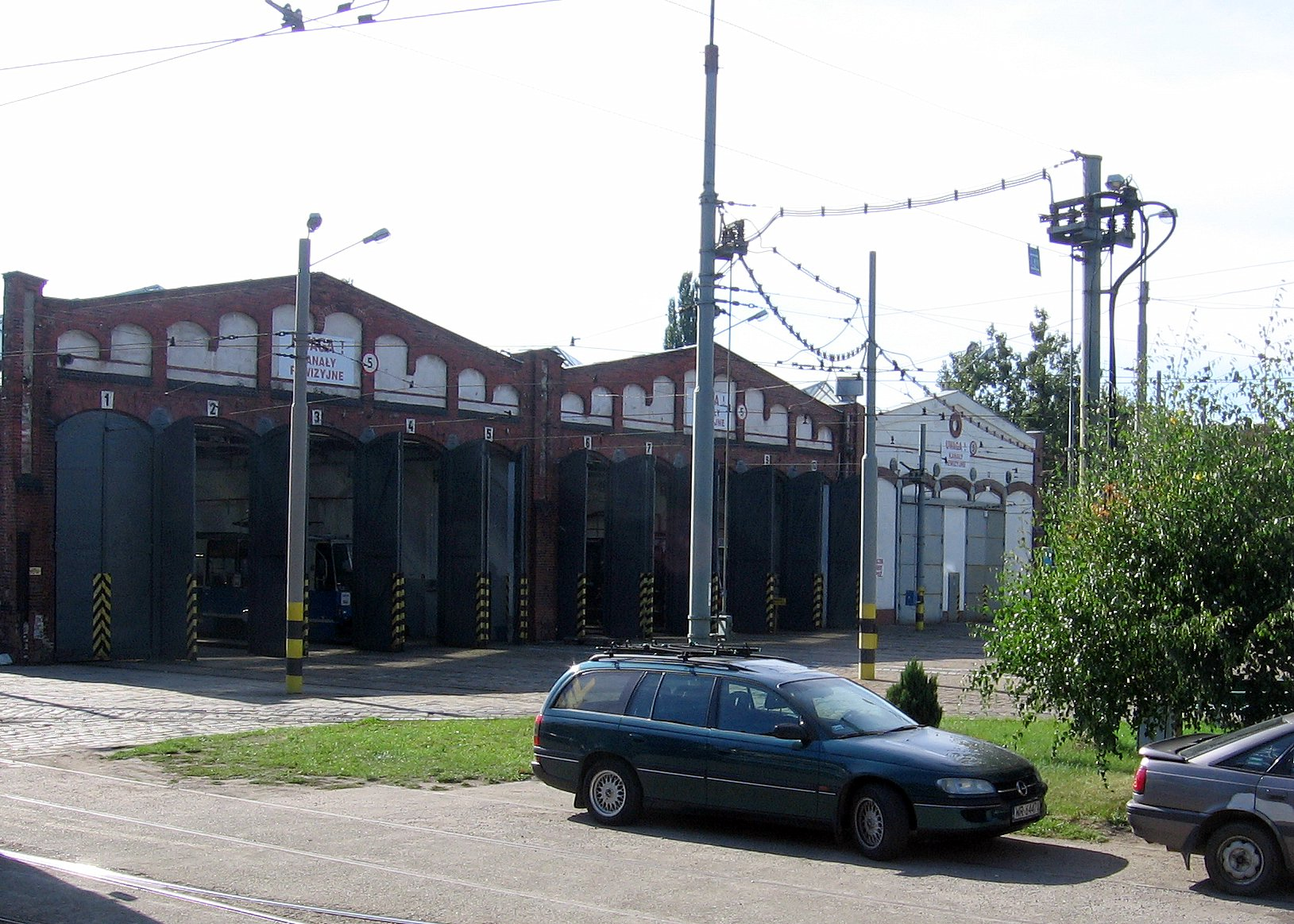
zajezdnia tramwajowa nr 1 przy skrzyżowaniu Ślężnej i Kamiennej

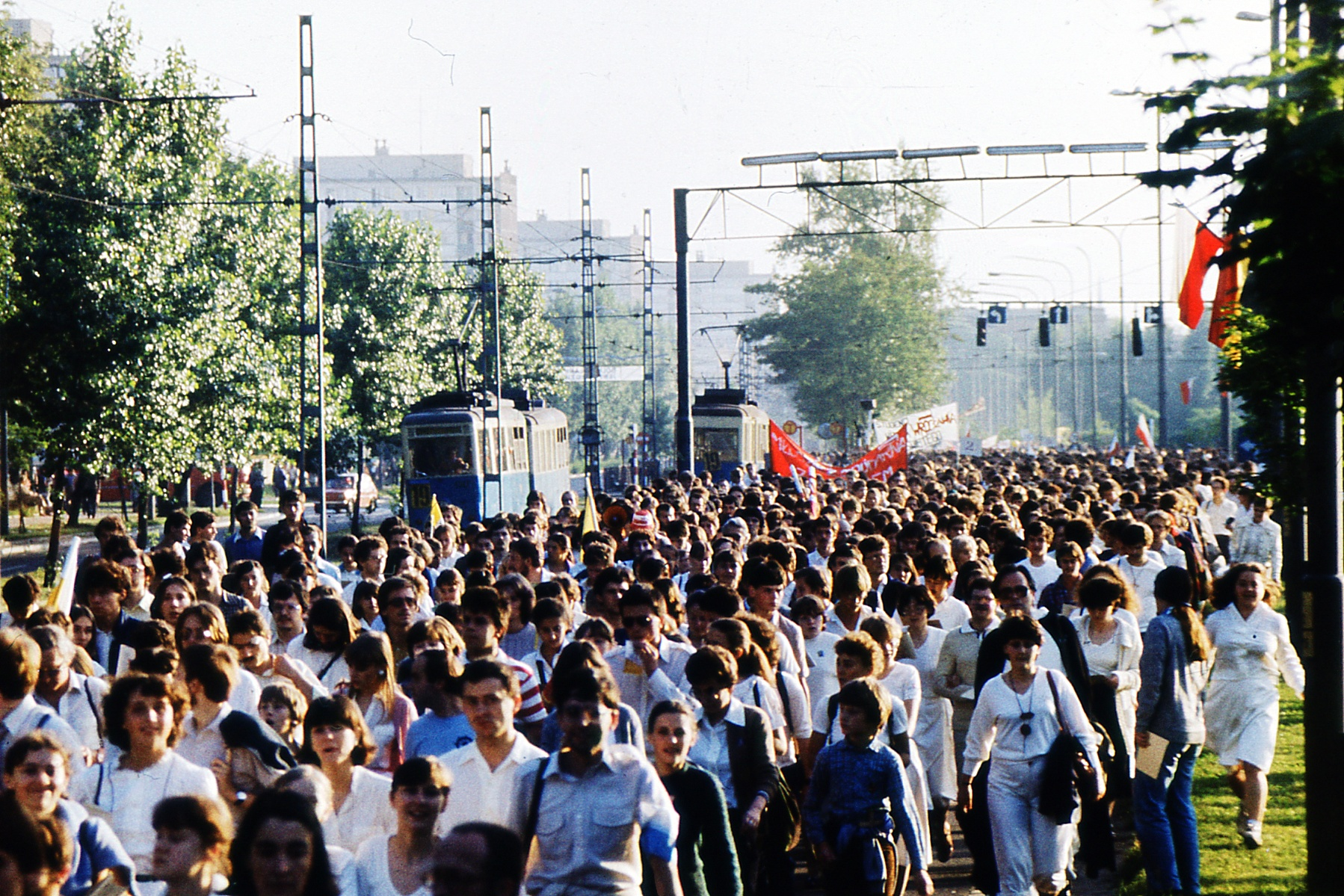
Widok wzdłuż ul. Ślężnej na północ, 1983: tłum zmierzający na spotkanie z papieżem

Podczas oblężenia Festung Breslau natarcie Armii Czerwonej posuwało się z południowej strony miasta, toteż około 90% tutejszej zabudowy legło w gruzach, w tym wszystkie – najczęściej pięcio- i sześciokondygnacyjne – kamienice wzdłuż północnego odcinka ulicy. Zaraz po wojnie zniszczone kwartały ulic początkowo pozostawały albo niezabudowane, albo powstawały na ich miejscu ogródki działkowe; około lat sześćdziesiątych w kwartale pomiędzy Ślężną, Kamienną, Borowską i Wesołą wysypywać zaczęto gruz, powstały jeszcze w czasie wojny i wciąż zbierany z miasta (wcześniej, w latach 40. i 50., wywożono go na inne wysypiska, a odzyskaną część nieuszkodzonych cegieł rozbiórkowych wywożono m.in. do Warszawy w ramach „akcji odbudowy stolicy”). Powstałe w ten sposób kilkunastometrowej wysokości wzgórze częściowo zrekultywowano, obsadzając je roślinnością i wytyczając ścieżki. W 1985 nadano mu oficjalną nazwę „Wzgórza Gomułki” wmurowując akt erekcyjny pod budowę Pomnika Ziem Odzyskanych. Pomnik w rezultacie jednak nie powstał, a po przemianach ustrojowych w Polsce w roku 1989 zmieniono patrona tego wzgórza i okolicznych terenów rekreacyjnych; od tego czasu wzgórze i przyległy park noszą imię Władysława Andersa. W roku 2005 rozpoczęto częściową niwelację Wzgórza Andersa na potrzeby aquaparku, który został otwarty w marcu 2008.